# Майр, Симон
Иоганн Симон Майр (нем. Johann Simon Mayr, в Италии — Джованни Симоне Майр; итал. Giovanni Simone Mayr; 14 июня 1763, Мендорф, Альтманштайн, район Айхштета — 2 декабря 1845, Бергамо) — итальянский композитор баварского происхождения, автор ораторий и множества опер.

## Биография

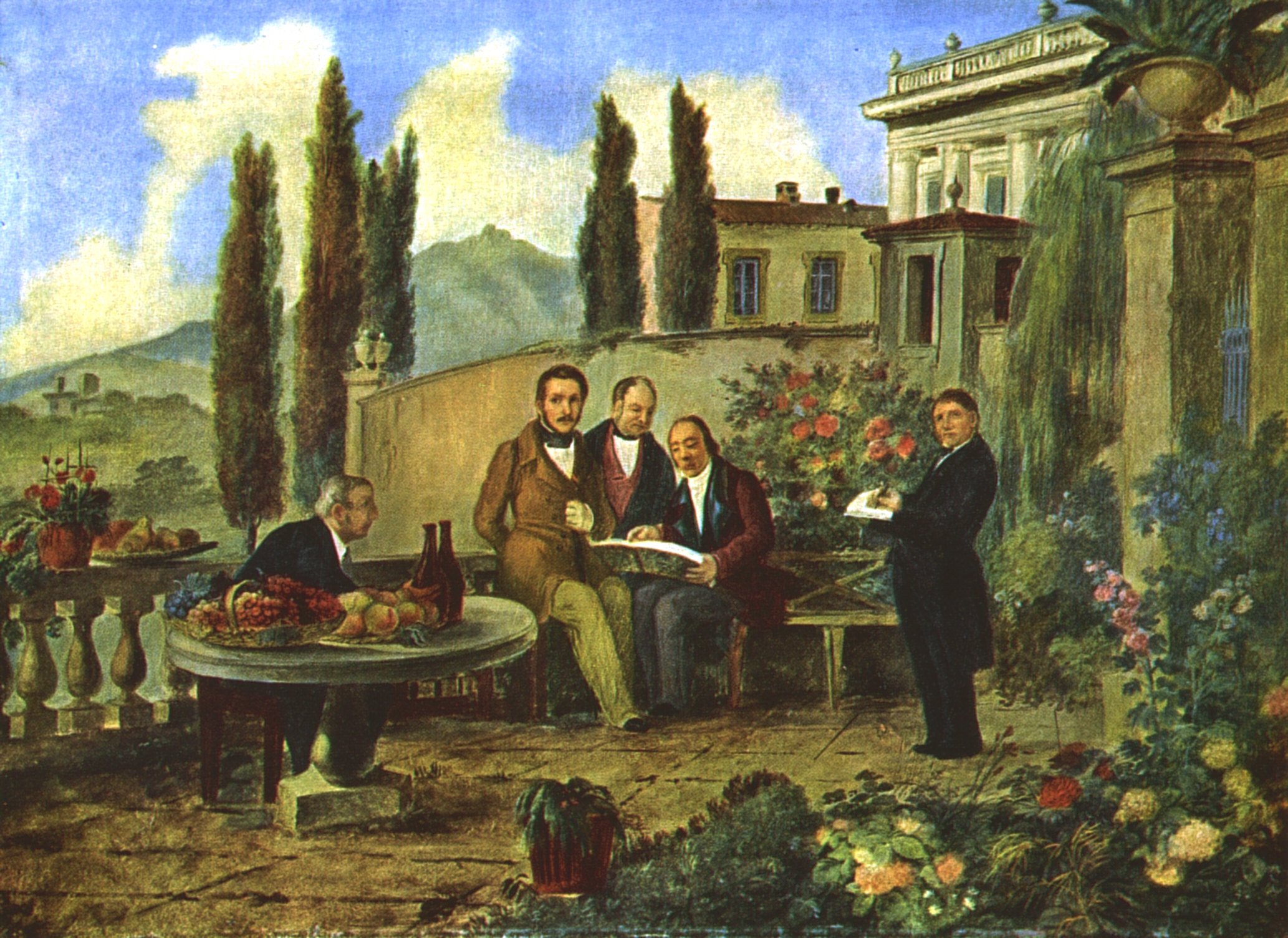
Бергамо, 1840 год. Слева направо: Луиджи Беттинелли, Гаэтано Доницетти, Антонио Дольчи, С. Майр, Луиджи Делейди

Симон Майр родился 14 июня 1763 года в Мендорфе. Иоганн Симон был вторым из пяти детей Йозефа Майра, учителя и органиста, и Марии Анны Прантмайер, дочери пивовара из Аугсбурга.
Главное произведение его — опера «Ginevra di Scozia» (1801). Он много пользовался духовыми инструментами, что в то время было новинкой. Оперы Пачини и Меркаданте являются подражанием ему; даже Мейербер находился сначала под его влиянием. Майр был также учителем и благодетелем Доницетти, который всю жизнь относился к Майру, как ко второму отцу.
В 2003 году в Ингольштадте органистом и хормейстером Францем Хауком был создан хор Симона Майра.
Иоганн Симон Майр умер 2 декабря 1845 года в городе Бергамо.

## Оперы
| - Сапфо, или Обряды Аполлона / Saffo (1794) - Лодоиска / La Lodoiska (1796) - Un pazzo ne fa cento (1796) - Telemaco nell’isola di Calipso (1797) - L’intrigo della lettera (1797) - Il segreto (1797) - Avviso ai maritati (1798) - Lauso e Lidia (1798) - Adriano in Siria (1798) - Che originali (1798) - Amor ingegnoso (1798) - L’ubbidienza per astuzia (1798) - Adelaide di Guesclino (1799) - L’accademia di musica (1799) - Labino e Carlotta (1799) - L’avaro (1799) - La locandiera (1800) - Il caretto del venditore d’aceto (1800) - L’inconvenienze teatrali (1800) - L’equivoco, ovvero Le bizzarie dell’amore (1800) - Gli sciti (1800) - Гиневра Шотландская / Ginevra di Scozia (1801) - Le due giornate (1801) - I virtuosi (1801) - Argene (1801) - I misteri eleusini (1802) - Ercole in Lidia (1803) - Le finte rivali (1803) - Алонсо и Кора / Alonso e Cora (1803) - Amor non ha ritegno (1804) - Элиза / Elisa (ossia Il monte San Bernardo) (1804) - Zamori, ossia L’eroe dell’Indie (1804) | - Eraldo ed Emma (1805) - Di locanda in locanda e sempre in sala (1805) - L’amor coniugale (1805) - La roccia di Frauenstein (1805) - Gli americani (1805) - Palmira, ossia Il trionfo della virtù e dell’amore (1806) - Il piccolo compositore di musica (1806) - Adelasia e Aleramo (1806) - Ne l’un, ne l’altro (1807) - Belle ciarle e tristi fatti (1807) - I cherusci (1808) - Il vero originale (1808) - Il matrimonio per concorso (1809) - Il ritorno di Ulisse (1809) - Amore non soffre opposizione (1810) - Raul di Crequi (1810) - Il sacrifizio d’Ifigenia (1811) - L’amor filiale (1811) - Tamerlano (1812) - La rosa bianca e la rosa rossa (1813) - Медея в Коринфе / Medea in Corinto (1813) - Елена / Elena (1814) - Atar, ossia Il serraglio d’Ormus (1814) - Le due duchesse (ossia La caccia dei lupi) (1814) - Cora (1815) - Mennone e Zemira (1817) - Amor avvocato (1817) - Alfredo il grande, re degli Anglo Sassoni (1819) - Le danaide (1819) - Федра / Fedra (1820) - Demetrio (1824) |